# Fraxinus

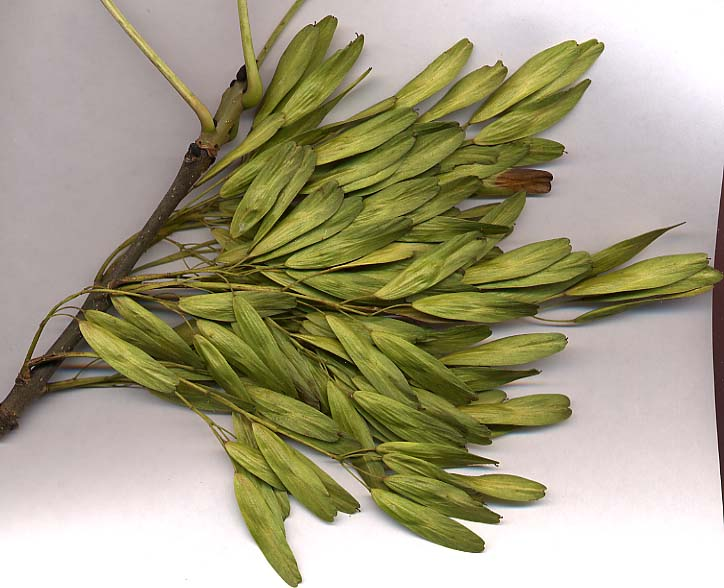
Zaden van de Europese es

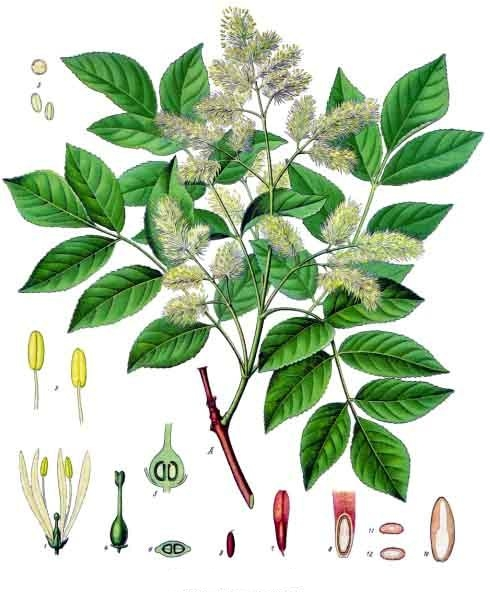
19e-eeuwse illustratie van Fraxinus ornus

Fraxinus is een geslacht van middelgrote tot grote bomen. De es behoort tot dit geslacht. De meeste soorten zijn bladverliezend, maar een paar subtropische soorten zijn groenblijvend. De bladeren zijn oneven geveerd. De zaden van de plant zijn vruchten genaamd samara.
Fraxinus telt zo'n 45 tot 65 soorten.

## Select aantal soorten
Noorden en oosten van Noord-Amerika
- Fraxinus americana
- Fraxinus caroliniana
- Fraxinus nigra
- Fraxinus pennsylvanica
- Fraxinus profunda
- Fraxinus quadrangulata
- Fraxinus tremillium

Westen en zuidwesten van Noord-Amerika
- Fraxinus anomala
- Fraxinus berlandieriana
- Fraxinus cuspidata
- Fraxinus dipetala
- Fraxinus dubia
- Fraxinus gooddingii
- Fraxinus greggii
- Fraxinus latifolia
- Fraxinus lowellii
- Fraxinus papillosa
- Fraxinus purpusii
- Fraxinus rufescens
- Fraxinus texensis
- Fraxinus uhdei
- Fraxinus velutina

West-Palearctisch gebied
- Fraxinus angustifolia
- Fraxinus dimorpha
- Fraxinus excelsior
- Fraxinus holotricha
- Fraxinus ornus
- Fraxinus syriaca
- Fraxinus pallisiae

Oost-Palearctisch gebied
- Fraxinus apertisquamifera
- Fraxinus baroniana
- Fraxinus bungeana
- Fraxinus chinensis
- Fraxinus chiisanensis
- Fraxinus floribunda
- Fraxinus griffithii
- Fraxinus hubeiensis
- Fraxinus japonica
- Fraxinus lanuginosa
- Fraxinus longicuspis
- Fraxinus malacophylla
- Fraxinus mandshurica
- Fraxinus mariesii
- Fraxinus micrantha
- Fraxinus paxiana
- Fraxinus platypoda
- Fraxinus raibocarpa
- Fraxinus sieboldiana
- Fraxinus spaethiana
- Fraxinus trifoliata
- Fraxinus xanthoxyloides